# Władysław Stasiak
Pour les articles homonymes, voir Stasiak.
Władysław Augustyn Stasiak , né le 15 mars 1966 à Wrocław et mort le 10 avril 2010 à Smolensk, est un haut fonctionnaire et homme politique polonais

## Biographie

### Formation et débuts professionnels
Il étudie l'histoire à l'université de Wrocław, où il obtient son diplôme en 1989. Il intègre alors l'École nationale d'administration publique (KSAP) à Varsovie. Il y achève son cursus en 1993. 
Il rejoint ensuite la Chambre suprême de contrôle (NIK), dont la présidence est exercée par l'avocat conservateur et ancien sénateur Lech Kaczyński.

### Haut fonctionnaire
Il atteint les fonctions de directeur adjoint du département de la Défense nationale et de la Sécurité intérieure de la NIK. Il démissionne en novembre 2002, après que Kaczyński, désormais maire de Varsovie, l'a nommé adjoint chargé de la Sécurité et de l'ordre publics.
Il devient le 2 novembre 2005 sous-secrétaire d'État du ministère de l'Intérieur et de l'Administration, chargé de la coordination des activités de la Police nationale, du Corps des garde-frontières et du Bureau de protection du gouvernement (ROP). Relevé de ses fonctions le 31 mai 2006, il est désigné le 24 août suivant chef du Bureau de la sécurité nationale (BBN), avec rang et fonctions de secrétaire d'État du ministère de l'Intérieur.

### Ministre puis conseiller présidentiel
Le 8 août 2007, Władysław Stasiak est nommé à 41 ans ministre de l'Intérieur et de l'Administration dans le gouvernement de coalition de droite du président du Conseil des ministres Jarosław Kaczyński. Il remplace Janusz Kaczmarek, en fonction depuis six mois et mis en cause dans des fuites concernant une enquête anti-corruption.
Après que Droit et justice (PiS) a perdu les élections parlementaires anticipées, il est relevé de ses fonctions le 16 novembre suivant. Il est renommé chef du BBN trois jours plus tard. Il est promu chef adjoint de la chancellerie du président de la République Lech Kaczyński le 15 janvier 2009. Le 27 juillet suivant, Władysław Stasiak est choisi par le chef de l'État pour occuper les fonctions de chef de la chancellerie. Depuis décembre 2005, il est le cinquième à exercer cette fonction. 
Il trouve la mort à 44 ans dans le crash du Tupolev Tu-154 présidentiel à Smolensk le 10 avril 2010, aux côtés du président, de la première dame Maria Kaczyńska et de ses anciens collègues ministres Przemysław Gosiewski, Grażyna Gęsicka, Aleksander Szczygło (qui lui avait succédé comme chef du BBN) et Zbigniew Wassermann.

## Distinctions
- Grand-croix de l'ordre du Mérite du Portugal
- Chevalier de l'ordre national du Mérite